# Chris Anderson
Chris Anderson, periodista, escriptor i conferenciant, és l'editor en cap de la revista Wired.
Es va llicenciar en física a la Universitat George Washington i va treballar com a investigador al Laboratori Nacional dels Álamos. Viu a Berkeley, Califòrnia, EUA. Va treballar a la secció d'internet de The Economist, Nature i Science. En un article publicat per Wired el 2004, va encunyar el terme de la llarga cua. Després de la seva favorable acollida, va desenvolupar les idees contingudes en aquest article seminal en un llibre homònim. Participa a més en la seva difusió a través del seu blog i de la seva activitat com a conferenciant.

## The Long Tail
Aquesta teoria desenvolupa per Chris Anderson en el llibre del mateix nom intenta demostrar com –en un context en el qual la indústria de l'entreteniment està migrant del món físic al món digital– va sorgir una cultura de la diversitat on apareixen nous models de negocis que s'enfoquen a vendre poc a molts.

### Hit vs vetes
Abans, un producte cultural –un llibre, un CD o una pel·lícula– necessitava una alta demanda (i una demanda localitzada) per aconseguir el seu lloc en una llibreria, una cadena discogràfica o per romandre en cartell un parell de setmanes en una sala de cinema. El problema és que vivim en un món físic, on la trobada entre oferta i demanda es dona en un espai determinat.
Per solucionar aquesta restricció (d'espai en un prestatge, de setmanes en cartell) la indústria cultural del segle xx va inventar els hits: les pel·lícules, llibres i cds que garanteixen al distribuïdor una massa crítica de clients. Hits i best-sellers: el negoci era vendre molt d'uns pocs productes.
Per l'anomenada llei de Pareto, en un local qualsevol de cds, el 20% dels títols generen el 80% dels guanys. La resta conformen una llarga llista de cds que "surten poc". En aquest model, oferta i demanda moltes vegades no concorren, ja que existeixen productes de veta que, si bé a nivell global tenen una massa crítica de demanda, en una determinada ciutat, en una discogràfica X, amb un espai en els seus prestatges limitat, aquest disc no està disponible. A l'hora de confeccionar el seu catàleg, el comerciant privilegia aquells productes que més possibilitat tenen de ser comprats l'any pel públic de lectors de llibres d'aquest barri.
Wal Mart, per exemple, té un catàleg de 4500 cds per local i per justificar la presència de cada títol en les seves góndoles, aquest ha de vendre almenys 100.000 còpies a l'any. Un catàleg ampli, però finit, on sovint els clients es creuen amb centenars de títols que no són del seu interès, i parteixen frustrats al no trobar aquell que estan buscant.
Per què? Perquè el món en línia, on els costos d'emmagatzematge i distribució es redueixen, es torna més eficaç la trobada entre oferta i demanda. Després de tot, quant costa emmagatzemar i distribuir música en línia a Internet? Res, o gairebé res.
Així, Raphsody, un lloc de venda de cançons de música per Internet, pot oferir 1 milió i mig de cançons (l'equivalent a 150.000 discs) vs els 4,500 discos que un client troba quan visita un local de Wal Mart per comprar música.
El més interessant és que el conjunt de vendes de no-hits en Rapshody produeixen un mercat més gran que els hits
Barnes & Noble ofereix 130.000 llibres per local. Però més del 50% de la venda d'Amazon passa més enllà de les seves 130.000 "top titles".
És a dir, la llarga cua no és altra cosa que un mercat inesperat, aquell que sorgeix quan la distribució no està limitada per l'espai i les persones poden diversificar els seus gustos, més enllà dels hits. A la llarga cua, discos que abans no eren negoci-ni entraven en els catàlegs de les discogràfiques-ara estan generant enormes guanys en llocs de venda de cançons com iTunes.
Ara, hi ha prou espai per a oferir de tot, a tots.

### Les tres forces del Long Tail
1. La democratització de la producció.
2. La democratització de la distribució. Ebay, You Tube, Amazon. "Tots som retailers".
3. La connexió entre oferta i demanda. A través de cercadors, RSS, recomanacions d'usuaris, filtres col·laboratius, les persones poden bussejar la llarga cua d'ofertes culturals, ampliar els seus gustos i trobar el que estaven buscant.